# Plenasium interruptum
Plenasium interruptum là một loài dương xỉ trong họ Osmundaceae. Loài này được C.Presl mô tả khoa học đầu tiên năm 1848.
Danh pháp khoa học của loài này chưa được làm sáng tỏ. 